# Согорне
Сого́рне (каз. Согорное) — село у складі Катон-Карагайського району Східноказахстанської області Казахстану. Входить до складу Белкарагайського сільського округу.
Населення — 67 осіб (2021; 171 у 2009, 295 у 1999, 383 у 1989).
Національний склад станом на 1989 рік:
- казахи — 100 %